# Confédération sud-américaine de natation

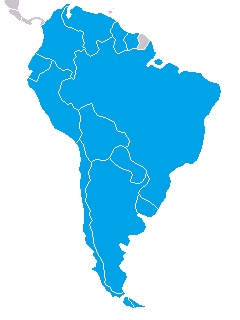
Membres de la Consanat.

La Confédération sud-américaine de natation (en espagnol : Confederación Sudamericana de Natación) (CONSANAT) est l'association continentale des fédérations nationales sud-américaines de natation, fondée en 1970. Elle supervise les compétitions internationales sud-américaines de natation sportive, natation synchronisée, plongeon et water-polo. Elle est affiliée à l'Unión Americana de Natación de las Américas (UANA), elle-même membre de la Fédération internationale de natation (FINA).
La CONSANAT organise notamment les championnats sud-américains de natation.